# Jakob Löw
Jakob Löw (geb. 4. Mai 1887 in Iwano-Frankiwsk, Galizien; gest. 1968 in Tel Aviv-Jaffa, Israel) war ein österreichischer Bildschnitzer und Bildhauer jüdischen Glaubens.

## Leben
Löw absolvierte zunächst eine Bildschnitzerlehre, danach bis 1909 die Fachschule für Bildhauerei in Zakopane. Im Anschluss ging er nach Wien, wo er in den Jahren von 1910 bis 1915 an der Wiener Kunstgewerbeschule studierte. Seiner Lehrer waren Oskar Strnad, Josef Breitner und Franz Barwig. Studienreisen führten Löw nach Dalmatien, Italien und Paris.
Löw war Mitarbeiter der Wiener Werkstätte und Mitglied des Hagenbundes (von 1927 bis 1935). Darüber hinaus war er Mitglied des österreichischen Werkbundes sowie des Wiener Bildhauerverbandes.
1924 nahm er an einer Kollektivausstellung der Galerie Würthle teil. Mit einem Preis wurde er für seinen Entwurf zur österreichischen Staatsmedaille von 1926 ausgezeichnet. Im gleichen Jahr stellte er in der Wiener Secession seine Bronzeplastik Lots Weib aus. 1930 waren in einer Ausstellung des Hagenbundes die Werke Selbstbildnis und Einsame Menschen zu sehen.
Nach dem Anschluss Österreichs an das Deutsche Reich 1938 flüchtete Jakob Löw nach Israel, wo er 1968 in Tel Aviv verstarb.

## Werke (Auszug)
- Frau mit Kind an einem Baumstumpf (Holz, 98 cm, 1915; Museum Kunst der Verlorenen Generation, Salzburg)[4]

- Statuette Deutschmeister in Eisen, 1915, Holz, benagelt, 73,5 × 23 × 24 cm, Heeresgeschichtliches Museum, Wien
- Statuette Faun mit Steinbock, um 1920, Bronze[5]